# Turinški gozd
Turinški gozd (v nemščini Thüringer Wald) je hribovje v južnih delih nemške zvezne dežele Turingija, ki poteka od severozahoda proti jugovzhodu. Od južnega izvira v vznožju do soteske na severozahodni strani se razprostira dolina Werra. Na drugi strani gozda je zgornji del severnonemške nižine, Turinška kotlina, ki vključuje mesto Erfurt. Južno in jugovzhodno nadaljevanje verige je hribovje, ki se pogosto imenuje Turinško-Vogtlandsko skrilasto hribovje.
Med razpršenim vznožjem ob njegovem severnem vznožju so mesta Eisenach, Gotha, Arnstadt in Ilmenau. Mesto Suhl leži v rahlem padcu na samem območju.
Oktobra 1806 je Napoleon Bonaparte s svojo Grande Armée napadel Saško in se bojeval v bitki pri Jeni–Auerstedtu blizu gozda. Ta bitka, del vojne četrte koalicije, na splošno velja za osnovo Napoleonovega uspeha nad zavezništvom.

## Geografija
Turinški gozd tvori neprekinjeno verigo starodavnih zaobljenih hribov s strmimi pobočji na obeh straneh in predstavlja veliko težav pri prehodnosti, razen skozi nekaj prelazov. Dolgo je približno 70 km in široko 20 km. Najvišja vzpetina je Großer Beerberg na 982 m nadmorske višine.
Rennsteig (včasih imenovana Rennweg) je starodavna pot, ki sledi glavnemu grebenu in povezuje vrhove. Zdaj je znana pohodniška pot in označuje tradicionalno mejo med hribovskim terenom osrednje Nemčije in bolj razgibanim terenom, značilnim za južno Nemčijo, ter tudi mejo med kulturnimi regijami osrednje in severne Turingije ter Frankovske. Narečja ter tradicionalni običaji in noše so na obeh straneh Rennsteig različni. Rennsteig je predmet pesmi Rennsteiglied, neuradne himne Turingije.
Avtocesta A 4 poteka severno od Turinškega gozda, medtem ko A 71, ki seka nekdanji jug Erfurta, prečka območje od severovzhoda proti jugozahodu, poteka pod grebenom v predoru Rennsteig blizu Oberhofa in se ji blizu Suhla pridruži A 73. Dve daljši cesti, Bundesstraßen 19 in 84, potekata čez zahodne dele območja, medtem ko Bundesstraße 88 obkroža severno vznožje med Eisenachom in Gerabergom.
Železnica Neudietendorf–Ritschenhausen prečka Turinški gozd v predoru Brandleite med Gehlbergom in Oberhofom, železnica Werra med Eisenachom in Eisfeldom pa v predoru blizu Förthe. Obe sta v vsakodnevnem obratovanju. Tretja proga, južni odsek železnice Plaue–Themar, nima predora, ampak prečka gorski greben na zik-zak Rennsteig. Od leta 1998 jo uporabljajo le muzejski vlaki. 
Hitra železnica Nürnberg–Erfurt, ki je bila odprta decembra 2017, prečka Turinški gozd s pomočjo več predorov in mostov.

## Geologija
Geološko je Turinški gozd definiran s pasom močno dvignjenih in deformiranih metamorfnih in magmatskih kamnin, ki ločuje razmeroma ravne sedimentne ravnice Thüringer Becken (na severovzhodu) od podobnih kamnitih formacij v dolini Werra (na jugozahodu). Sestavljen je iz velikega bloka prelomov v hercinski orientaciji, ki je sestavljen iz peščenjakov in konglomeratov rotliegendske starosti v njegovih zahodnih delih (Eisenachsko korito), ki mu sledijo graniti in gnajsi formacije Ruhlaer Kristallin zgodnjega paleozoika, ki so bili dvignjeni v obdobju Rotliegend, ter konglomerati, peščenjaki in bogate vulkanske kamnine (rioliti in andeziti) korita Oberhof. Rudna nahajališča, povezana z narivom pogorja, so bila pomembnega zgodovinskega pomena za razvoj regije, na primer tradicija obdelave kovin v Suhlu in zgodovina rudarstva v Ilmenauu.
Dvig bloka horst preloma je bil del saških tektonskih procesov in se razume kot dolgoročni učinek alpidske orogeneze. Začelo se je v zgornji kredi in končalo v poznem terciarju po približno 40 milijonih let.
Turinški gozd je s treh strani obdan s triasnimi kamninami: Turinška kotlina na severovzhodu, Hesensko višavje na zahodu in severovzhodni deli južnonemškega Stufenlanda na jugu ter variško skalovje Turinškega višavja proti vzhodu. Geološke meje se precej razlikujejo od geografskih, saj se kamnina Rotliegend Turinškega gozda nadaljuje v bloku Masserberg in Crock v okrožju Hildburghausen, jugovzhodno od glavne verige, tipi kamnin Turinškega višavja pa so tudi v Schleuse horst med akumulacijo Schönbrunn in Schönauom ter v kompleksu Vesser blizu Schmiedefelda, otoka variških kamnin, vgrajenega v Rotliegend. Medtem ko skoraj površinske kamnine Turinškega višavja obsegajo večinoma nagubano variško podlago, so najstarejše razgrnjene prekrivne plasti (iz permozilezijskega obdobja) te podlage izpostavljene v Turinškem gozdu. Obema verigama, pa tudi drugim istočasno dvignjenim nizkim hribovjem v Srednji Evropi, so mejne Zechsteinske usedline, ki vsebujejo grebene Bryozoa. Te se raztezajo še posebej široko na severozahodnem robu Turinškega gozda, kjer na enem največjih Zechsteinskih grebenov v Nemčiji leži krajinski park palače Altenstein.

### Eisenachsko korito
Eisenachsko korito je del veliko večjega bazena Werra, ki pa je del depresije Saar-Unstrut zgodnjega permskega izvora. Dvignjeno je bilo kot eden od prelomnih blokov v saški tektonski dobi  in je napolnjeno z variskansko molaso, po lokaciji imenovani formacija Eisenach. Sestavljeno je večinoma iz monotonih zaporedij rdečkastih konglomeratov, ki predstavljajo proksimalni aluvialni stožec, ki izvira iz drobirskih tokov iz antiklinale Ruhla. Formacija Eisenach iz zgornjega Rotliegenda je sestavljena iz nekaterih najmlajših geoloških enot v Turinškem gozdu. Pomanjkanje vulkanskih kamnin nakazuje, da v času odlaganja formacije Eisenach v bazenu Werra, ki je bil do takrat večinoma konsolidirano okolje za odlaganje, ni potekal noben pomemben tektonski proces.

### Antiklinala Ruhla
V antiklinali Ruhla so izpostavljene temeljne kamnine, nagubane v variški dobi. Po lokaciji se imenujejo Ruhlaer Kristallin in po Franzu Kossmatu veljajo za del osrednje nemške kristalinske cone, katere sestavi sta tudi Odenwald in Spessart. V dobi Rotliegenda je regija tvorila greben gorske verige, od koder izvirajo naplavine, ki so se odlagale v Eisenachskem koritu in severozahodnem delu korita Oberhof.
Sedimentne, vulkansko-sedimentne in magmatske kamnine, ki so bile odložene ali oblikovane na območju od kambrija do zgornjega devona, so bile med variškim dvigom podvržene intenzivni metamorfozi in so zdaj večinoma prisotne v obliki gnajsa ali skrilavca.

### Oberhofsko korito
Oberhofsko korito je daleč največji od glavnih geoloških delov Turinškega gozda. Sestavljeno je iz dvignjenega dela tako imenovanega Turinškega gozdnega bazena, katerega vsebino je mogoče nadalje razdeliti na več formacij. Njihova relativna starost še ni povsem določena, deloma zato, ker je bilo Oberhofsko korito razkolno območje z intenzivno tektoniko in nenehnimi spremembami notranjega reliefa in glavnih območij usedanja. Tektonske procese je spremljal intenziven felzični vulkanizem, ki je bil izvor številnih vulkanskih kamnin, pretežno riolitov porfirske strukture s spremljajočimi tufnimi nanosi. Te vulkanske kamnine se izmenjujejo v zaporedju s tipičnimi rdečkastimi sedimenti molase (konglomerati, peščenjaki, meljevci in glinenci) Rotliegenda.

### Mali Turinški gozd
Mali Turinški gozd (nemško Kleiner Thüringer Wald) je ozek horst južno od Suhla in severozahodno od Schleusingena, severozahodno od reke Schleuse, ki je v triasnem vznožju južne Turingije. Usmerjen je približno vzporedno s Turinškim gozdom in je, čeprav je ločena struktura, geološko zelo podoben slednjemu, saj je sestavljen iz istih vrst kamnin, kot so granit, rogovača, porfiriti, sedimenti Rotliegend in Zechstein, in tako tvori del variskične verige. Dolg je približno 11 km in široko od 1 km do 2 km, s povprečno nadmorsko višino 460 m. Tam so že večkrat poskušali kopati fluorit, barit in limonit, a so ga zaradi težkega odvodnjavanja opustili kot nerentabilnega. Velika nahajališča barita, ki so bila raziskana v 1950-ih, so ostala nedotaknjena.

### Vznožje Waltershausen
Vznožje Waltershausna (nemško Waltershäuser Vorberge) je gozdnata veriga hribov Buntsandstein neposredno severno od Turinškega gozda in vzporedno z njim med Eisenachom, Waltershausnom, Friedrichrodo in Georgenthalom. Izdanek kamnine školjčnega apnenca je mogoče najti v njihovem severnem delu, južno od Waltershausna. Na splošno veljajo za del Turinške kotline, vendar s številnimi globoko erodiranimi rečnimi dolinami in gostim gozdom zelo spominjajo na Turinški gozd.

## Podnebje
Turinški gozd je v srednjeevropskem prehodnem območju med atlantsko oceanskim podnebjem in celinskim podnebjem vzhodne Evrope. Vlažen zrak doteka predvsem od zahoda, tako da je največ padavin na zahodnih pobočjih in v grebenu hribovja. Medtem ko z izjemo severozahodnega dela z nižjimi nadmorskimi višinami (650 mm) letna količina padavin doseže okoli 1000 mm, v višjih predelih do okoli 1300 mm. Nasprotno pa je zavetrna Turinška kotlina ena najbolj suhih regij v Nemčiji z le okoli 460 mm do 590 mm padavin na leto. Ker Turinški gozd predstavlja oviro glavnim vremenskim tokovom, je erozija močna in je privedla do bolj izrazitega reliefa kot v mnogih drugih evropskih nizkih hribovskih verigah.
Medtem ko je v Turinški kotlini manj kot 100 dni na leto s temperaturami pod 0 °C, se to število dvigne na več kot 150 v višjih nadmorskih višinah Turinškega gozda.

## Turizem in znamenitosti
Turinški gozd je zaradi svojih geografskih značilnosti in ugodnega podnebja pomembna celoletna turistična destinacija. Zimski športi igrajo pomembno vlogo, objekti mednarodnega pomena so skoncentrirani okoli Oberhofa. Znamenitosti so grad Wartburg zunaj Eisenacha, kjer je Martin Luther živel v izgnanstvu, selenitna jama (Marienglashöhle, nekdanji rudnik) blizu Friedrichrode, muzej strelnega orožja v Suhlu ter zgodovinski mestni središči Eisenacha in Ilmenaua.
Pot Rennsteig je najbolj priljubljena pohodniška pot na dolge razdalje v Nemčiji. Je del:
- gorske poti od Eisenacha do Budimpešte
- Evropska pešpot E3
- Thüringen-Rhein-Wanderweg
- (delno) romarska pot ali Via Porta. Slednja povezuje samostana Volkenroda in Waldsassen.